# Vladímir Ugrejelidze
Vladímir Ugrejelidze (en georgiano: ვლადიმერ უგრეხელიძე; Tiflis, 18 de agosto de 1939-Tiflis, 3 de febrero de 2009) fue un jugador soviético de baloncesto. Consiguió 3 medallas en competiciones internacionales con la Unión Soviética. 

## Palmarés
- Copa de Europa: 1

Dinamo Tbilisi:  1961-62.